# Arheologia procesuală
În anii 60, un număr de tineri arheologi americani, cum ar fi Lewis Binford, s-au opus paradigmelor istoriei culturale. Ei au propus "New Archaeology" (noua arheologie), care trebuia să fie mai „științifică” și mai „antropologică” în care ipotezele pot fi testate și cu o metodă științifică mai bine pusă la punct. Acest curent s-a dezvoltat foarte mult devenind arheologia procesuală (processual archaeology).